# NGC 149
NGC 149 (ook wel PGC 2028, UGC 332, MCG 5-2-24 lub ZWG 500.44) is een lensvormig sterrenstelsel in het sterrenbeeld Andromeda.
NGC 149 werd op 4 oktober 1883 ontdekt door de Franse astronoom Édouard Jean-Marie Stephan.